# 圓周運動
在物理學中，圓周運動（英語：Circular motion）是指运动轨迹为圆或圆的一部分的一种运动。
圓周運動的例子有：一個轨道为圆的人造衛星的运动、一个電子垂直地進入一個均勻的磁場时所做的运动等等。
一个质点的圆周运动可以按轨道的切線和垂直轨道的法線这两个方向来分解。
质点的加速度在切向的分量称为切線加速度。切線加速度改变质点沿轨道运动的线速度的大小，不改变方向。加速度在法線的分量成为法線加速度。由于在圆周运动中，法線加速度始终指向圆心，所以此加速度又称向心加速度。向心加速度改变质点速度的方向，不改变大小。
切線加速度大小为零的运动称为匀速圆周运动。
对于匀速圆周运动，符合以下方程和分量方程：

### 常用公式
- {\displaystyle \theta =\omega t\ }
- {\displaystyle a=r\omega ^{2}\ }
- {\displaystyle \omega }={2\pi  \over \ T\ }

其中{\displaystyle v}为速度，{\displaystyle a}为向心加速度, {\displaystyle T}为周期，{\displaystyle \omega }为角速度（单位：rad/s）。

### 分量方程
在运动平面中建立平面直角坐标系，并以圆心为原点，初位置的位置矢量{\displaystyle {\vec {r}}}的方向为{\displaystyle x}轴正方向。

#### 位移
- {\displaystyle \left|{\vec {x}}\right|=r\cos \theta =r\cos \omega t}
- {\displaystyle \left|{\vec {y}}\right|=r\sin \theta =r\sin \omega t}

#### 速度
- {\displaystyle \left|{\vec {V}}_{x}\right|={\frac {d{\vec {x}}}{dt}}={\frac {dr\cos \theta }{d\theta }}{\frac {d\theta }{dt}}=-r\omega \sin \omega t}
- {\displaystyle \left|{\vec {V}}_{y}\right|={\frac {d{\vec {y}}}{dt}}={\frac {dr\sin \theta }{d\theta }}{\frac {d\theta }{dt}}=r\omega \cos \omega t}
- {\displaystyle \omega ={\frac {d\theta }{dt}}}

#### 加速度
- {\displaystyle {\vec {a}}_{x}={\frac {d{\vec {V}}_{x}}{dt}}=-{\vec {r}}\omega ^{2}\cos \omega t}
- {\displaystyle {\vec {a}}_{y}={\frac {d{\vec {V}}_{y}}{dt}}=-{\vec {r}}\omega ^{2}\sin \omega t}
- {\displaystyle \left|{\vec {a}}\right|={\sqrt {a_{x}^{2}+a_{y}^{2}}}=r\omega ^{2}={\frac {v^{2}}{r}}={\frac {4\pi ^{2}r}{T^{2}}}}
- {\displaystyle {\vec {v}}={\vec {\omega }}\times {\vec {r}}={\frac {2\pi {\vec {r}}}{T}}}

## 动力学分析
将做圆周运动的质点受到的合力{\displaystyle F}分解为切向力{\displaystyle F_{\tau }}和法向力{\displaystyle F_{n}}。
切向力产生切向加速度：
{\displaystyle F_{\tau }=ma_{\tau }}
法向力产生法向加速度:
{\displaystyle F_{n}=ma_{n}}
当质点做匀速圆周运动时，质点受到的合外力{\displaystyle F=F_{n}}，此时{\displaystyle F}又称向心力。

## 物理量
假设一个1千克的物体，以角速度1 rad·s−1沿半径为1 m的匀速圆周运动。
- 该物体的速率为1 m·s−1
- 向心加速度为1 m·s−2
- 该物体受到的向心力为1 kg·m·s−2，即1牛顿
- 该物体的动量为1 kg·m·s−1
- 转动惯量为1 kg·m2
- 角动量为1 kg·m2·s−1
- 动能为{\displaystyle {\frac {1}{2}}}焦耳
- 轨道的周长为{\displaystyle 2\pi } (≈6.283)米
- 运动的周期为{\displaystyle 2\pi }秒
- 频率为{\displaystyle {\frac {1}{2\pi }}}赫兹
- 從量子力學的觀點，系統在受激態的量子數大約為～9.48×1035。

然后假设一个质量为{\displaystyle m}的物体，以角速度{\displaystyle \omega }沿半径为r的圆周运动。
- 速度{\displaystyle v=r\omega }
- 向心加速度{\displaystyle a=r\omega ^{2}={\frac {v^{2}}{r}}}
- 向心力{\displaystyle F=ma=rm\omega ^{2}={\frac {mv^{2}}{r}}}
- 物体的动量{\displaystyle p=mv=rm\omega }
- 转动惯量{\displaystyle I=r^{2}m}
- 角动量{\displaystyle L=rmv=r^{2}m\omega =I\omega }
- 动能{\displaystyle E={\frac {mv^{2}}{2}}={\frac {r^{2}m\omega ^{2}}{2}}={\frac {p^{2}}{2m}}={\frac {I\omega ^{2}}{2}}={\frac {L^{2}}{2I}}}
- 轨道周长为{\displaystyle 2\pi r}
- 运动周期{\displaystyle T={\frac {2\pi }{\omega }}}
- 频率{\displaystyle f={\frac {1}{T}}}. (常用希腊字母ν表示频率，但为了与表示速度的符号{\displaystyle v}区分，这里使用{\displaystyle f}表示频率)
- 量子数{\displaystyle J={\frac {2\pi L}{h}}}（{\displaystyle h}是普朗克常数）

## 变速圆周运动

物体做变速圆周运动时，切向速度和角速度都在变化

一般地，将作圆周运动的物体所受的合力分解为向心力（垂直于速度方向）和切向力（沿速度方向，使物体速度大小发生变化）。而物体在这两个方向上满足牛顿第二定律。
向心力的大小：
{\displaystyle F_{n}=ma_{n}=m{\frac {v^{2}}{r}}}
{\displaystyle v}是物体的速度，{\displaystyle r}是运动轨迹的半径。

## 圆周运动的极坐标描述
在圓周運動時，物體沿著一個曲率半徑固定的曲線運動。
{\displaystyle {\vec {r}}} 徑向量為：
{\displaystyle {\vec {r}}=R{\vec {e}}_{R}} 此處 {\displaystyle {\vec {e}}_{R}} 是平行於徑向量的單位向量。
在極座標中，物體的速度可以用兩個分量表示：徑向分量和切線分量。當圓的半徑為常數且徑向分量的速度為零，則速度:
{\displaystyle {\vec {v}}=R{\dot {\varphi }}\cdot {\vec {e}}_{\varphi }}
所以 {\displaystyle v_{\varphi }=R\omega }
物體的加速度也可以分解成徑向分量及切線分量：
{\displaystyle {\vec {a}}={\dot {\vec {v}}}=-R{\dot {\varphi }}^{2}{\vec {e}}_{R}+R{\ddot {\varphi }}{\vec {e}}_{\varphi }}
我們可以看到向心加速度是徑向的分量，它是：
{\displaystyle a_{R}=R{\dot {\varphi }}^{2}=R\omega ^{2}}
徑向分量可改變速度的大小:
{\displaystyle a_{\varphi }=R{\ddot {\varphi }}=R\varepsilon }

## 圆周运动的复数描述
我們可以使用複數來描述圓周運動。令{\displaystyle x}軸表示實數，{\displaystyle y}軸表示虛數，則物體的位置可以表示成在{\displaystyle z}的複數向量：
{\displaystyle z=x+iy=R(\cos \varphi +i\sin \varphi )=Re^{i\varphi }}
此處{\displaystyle i}是虛數單位。
{\displaystyle \varphi =\varphi (t)}是複數向量的實數部份，並且是時間的函數。
因為半徑是常數（定值）{\displaystyle {\dot {R}}={\ddot {R}}=0}
所以速度是：
{\displaystyle v={\dot {z}}=iR{\dot {\varphi }}e^{i\varphi }=i\omega \cdot Re^{i\varphi }=i\omega z}
而加速度則是：
{\displaystyle a=i{\dot {\omega }}z+i\omega {\dot {z}}=(i\varepsilon -\omega ^{2})z}